# 外垵村

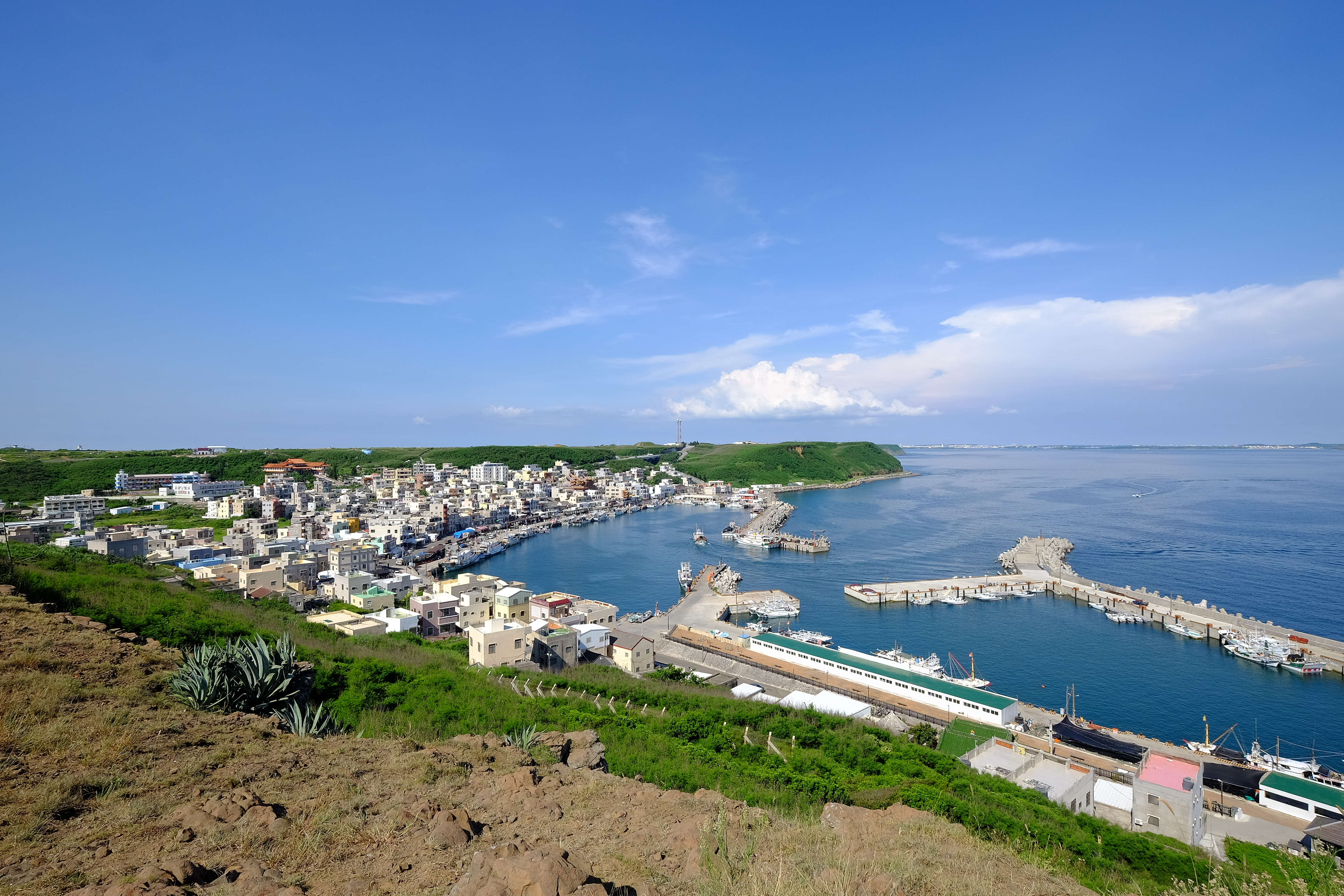
外垵漁港

外垵村位於台灣澎湖縣西嶼鄉西南端，截自2018年9月，戶籍人數2394，男1229名，女1165名，是澎湖縣的人口第一大村。村民多以漁業為主要經濟活動。另外，由于外垵村地理位置具備戰略意義，故当地有多處歷史性軍事建築，如餌炮、西嶼古堡。
1. ↑  .   [2018.9]. （原始内容存档于2022-10-07）.